# Prämonstratenserstift Leitzkau

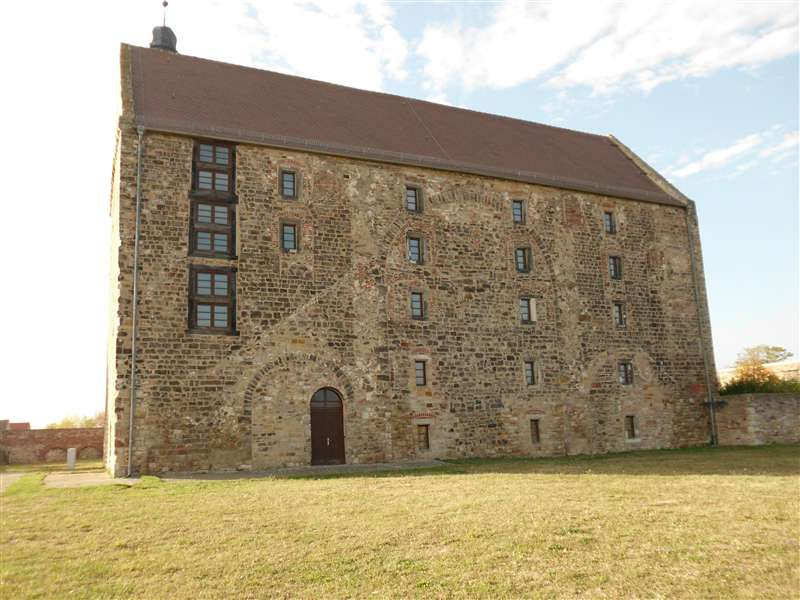
Reste der Stiftskirche St. Marien (Querhaus)

Das Stift St. Marien (auch Kloster St. Marien, lateinisch monasterium Santae Mariae) war ein Stift der Prämonstratenser in Leitzkau im heutigen Sachsen-Anhalt vom 12. bis zum 16. Jahrhundert.

## Lage
Das Stift befand sich anfangs im Ort Leitzkau an der Kirche St. Petri und wurde 1155 auf den Berg bei Leitzkau verlegt, wo eine St.-Marien-Kirche errichtet wurde. Von dieser sind noch Reste vorhanden.

## Geschichte
Das Stift wurde zu einem unbekannten Zeitpunkt wahrscheinlich nach 1138 an der St.-Petri-Kirche gegründet. Die ersten Kanoniker kamen aus dem Prämonstratenserstift Unser Lieben Frauen in Magdeburg. 
In einem der Jahre vor 1150 wurden neun Kanoniker in das damals slawisch beherrschte Brandenburg entsandt und gründeten dort das Prämonstratenserstift an der St.-Gotthardt-Kirche in Parduin.  
1155 wurde das Leitzkauer Stift auf den Berg bei der Siedlung verlegt und am 7. September  durch Erzbischof Wichmann von Magdeburg im Beisein von Markgraf Albrecht dem Bären und dessen Familie geweiht.
1161 wählte es den neuen Bischof Wilmar, dieser ging dann 1165 an den neu geweihten Dom in Brandenburg. 
Damit war ein weiterer Bedeutungsverlust des Leitzkauer Konvents verbunden. Dieser behielt aber zunächst noch das Recht der Beteiligung an der Bischofswahl und wählte im 13. Jahrhundert zwei Gegenbischöfe.
Anfang des 16. Jahrhunderts klagte der Brandenburger Bischof beim Papst über eine Vernachlässigung der Lebensweise der Kanoniker. 1535 forderte Bischof Matthias von Jagow beim Papst die Auflösung des Stiftes, in dem zu dieser Zeit noch fünf Mitglieder lebten. Bald danach wurde es aufgehoben und ging in weltlichen Besitz über.

## Strukturen
Der Konvent wurde von einem Propst geleitet. Diesem standen ein Prior, ein Subprior und weitere Funktionsträger zur Seite. Der Propst war zugleich Archidiakon von Leitzkau. Die Anzahl der Kanoniker ist nicht überliefert, sie dürfte aber zumindest zeitweise über zehn Personen gelegen haben.
Das Stift hatte umfangreichen Landbesitz in der Umgebung und das Patronatsrecht in einigen Kirchen. In Wittenberg und Zerbst besaß es im 15. Jahrhundert jeweils ein Haus.